# Bungarus magnimaculatus
Bungarus magnimaculatus, cuyo nombre común es krait birmano, krait manchado o krait espléndido, es una especie de serpiente venenosa, de reproducción ovípara, de la familia Elapidae, endémica de Birmania.

## Distribución geográfica
Actualmente se sabe que esta especie es endémica de Birmania. También puede encontrarse en áreas adyacentes de la provincia de Yunnan en China, Tailandia, Laos, Bangladés y/o el noreste de India, pero actualmente se desconoce en esas áreas.

## Descripción y diagnóstico
Escamas dorsales en 15 filas longitudinales en la mitad del cuerpo; escudos subcaudales enteros; fila mediodorsal de escamas (vertebrales) muy agrandadas, tan anchas o más anchas que largas; cola estrechándose, terminando en punta; escamas ventrales 214–235; escamas subcaudales 40–48. Dorso con 11–14 barras transversales blancas anchas, tan anchas como los espacios intermedios negros, los centros de cada una de las escamas manchadas de negro; vientre uniformemente blanco. Longitud total 1300 mm; longitud de la cola 150 mm.